# پاکولا
پاکولا (انگلیسی: Pakola) شرکت صنایع غذایی پاکستانی است، که در سال ۱۹۵۰ تأسیس شد.